# HD-Ready
HD Ready är en märkning på bildvisare (TV-apparat, plattskärm, projektor eller liknande) som säkerställer att bildvisaren kan ta emot och visa HDTV enligt den europeiska standarden.
Några krav som ställs på bildvisare med HD Ready-märkning:
- Formatet på bildytan ska vara 1.78:1 (16:9, så kallad widescreen) med en tolerans på +/- 5%.

- Bildvisaren ska ha en vertikal upplösning på minst 720 linjer/punkter.

- Bildvisaren ska kunna ta emot signaler med upplösningen 1280 × 720 progressiv (progressive) eller 1920 × 1080 sammanflätad (interlaced) i 50 eller 60 Hz.

- Digitala bildingångar, av DVI- eller HDMI-typ, ska stödja kopieringsskyddet HDCP.

HD Ready-logotypen garanterar endast att bildvisaren kan ta emot HDTV-signaler. För att kunna titta på HDTV krävs även en intern eller extern digital TV-mottagare med stöd för HDTV och tillgång till HDTV-kanaler.